# Rosarianen
De Congregatie van de Rosarianen (afkorting: CR) is een katholieke mannelijke congregatie die in 1928 opgericht werd door Bastiampillai Anthonipillai Thomas, ofwel pater Thomas (1886-1964) in Sri Lanka. Het was de eerste contemplatieve mannelijke orde gesticht in Azië.

## Geschiedenis
De orde werd gesticht als antwoord op de oproep in de encycliek Rerum Ecclesiae van 1926. Daarin riep paus Pius XI op om het contemplatieve kloosterleven in de missiegebieden te versterken. De orde werd gesticht door pater Thomas OMI in het bisdom Jaffna in het toenmalige Ceylon. De orde werd genoemd naar de rozenkrans en als motto werd gekozen voor "Wij zijn dwaas omwille van Christus" (1 Kor 4,10). In 1950 stichtte pater Thomas ook een vrouwelijke contemplatieve orde. Pater Thomas overleed op 26 januari 1964, uitgeput door een leven van ascese en boetedoening. In 2002 werd de congregatie van de Rosarianen verheven tot pauselijke status door paus Johannes Paulus II. In 2010 telde de congregatie dertien kloosters in India, vijf in Sri Lanka en een in Canada.